# Терстон (Нью-Йорк)
Терстон (англ. Thurston) — місто (англ. town) в США, в окрузі Стубен штату Нью-Йорк. Населення — 1253 особи (2020).

## Демографія
Згідно з переписом 2010 року, у місті мешкало 1350 осіб у 496 домогосподарствах у складі 365 родин. Було 647 помешкань
Расовий склад населення:
| - 97,5 % — білих - 0,6 % — чорних або афроамериканців - 0,1 % — вихідців з тихоокеанських островів - 0,1 % — корінних американців - 0,1 % — азіатів |

До двох чи більше рас належало 1,0 %. Частка іспаномовних становила 1,3 % від усіх жителів.
За віковим діапазоном населення розподілялося таким чином: 23,9 % — особи молодші 18 років, 63,9 % — особи у віці 18—64 років, 12,2 % — особи у віці 65 років та старші. Медіана віку мешканця становила 41,8 року. На 100 осіб жіночої статі у місті припадало 102,4 чоловіків;  на 100 жінок у віці від 18 років та старших — 101,6 чоловіків також старших 18 років.
Середній дохід на одне домашнє господарство  становив 59 785 доларів США (медіана — 54 750), а середній дохід на одну сім'ю — 62 567 доларів (медіана — 60 870). Медіана доходів становила 42 917 доларів для чоловіків та 45 556 доларів для жінок. За межею бідності перебувало 11,1 % осіб, у тому числі 10,7 % дітей у віці до 18 років та 8,5 % осіб у віці 65 років та старших.
Цивільне працевлаштоване населення становило 559 осіб. Основні галузі зайнятості: виробництво — 19,7 %, освіта, охорона здоров'я та соціальна допомога — 14,8 %, роздрібна торгівля — 12,5 %, будівництво — 10,7 %.